# Bill Prady
William Scott (Bill) Prady (Detroit, 7 juni 1960) is een Amerikaans scenarioschrijver en televisieproducent van onder andere Dharma & Greg.

## Carrière
Prady begon zijn schrijfcarrière voor de Muppets van Jim Henson. In 1991 was hij genomineerd voor een Emmy Award. Later kreeg hij nog een Emmy-nominatie en meerdere Golden Globe-nominaties. 
Tegenwoordig is hij de (uitvoerend) producent van onder meer The Big Bang Theory.
- Bibsys: 12056722
- Biblioteca Nacional de España: XX1166663
- Bibliothèque nationale de France: cb14129686p (data)
- Gemeinsame Normdatei: 103489627X
- International Standard Name Identifier: 0000 0001 1456 2715
- Library of Congress Control Number: no2009114720
- Nationale Bibliotheek van Tsjechië: xx0202121
- Nederlandse Thesaurus van Auteursnamen: 331781166
- Système universitaire de documentation: 157441180
- Virtual International Authority File: 120741067
- WorldCat: E39PBJfmkWJ3G7fR67MQHrdRKd